# Autonome Tibetaanse & Qiang Prefectuur Ngawa

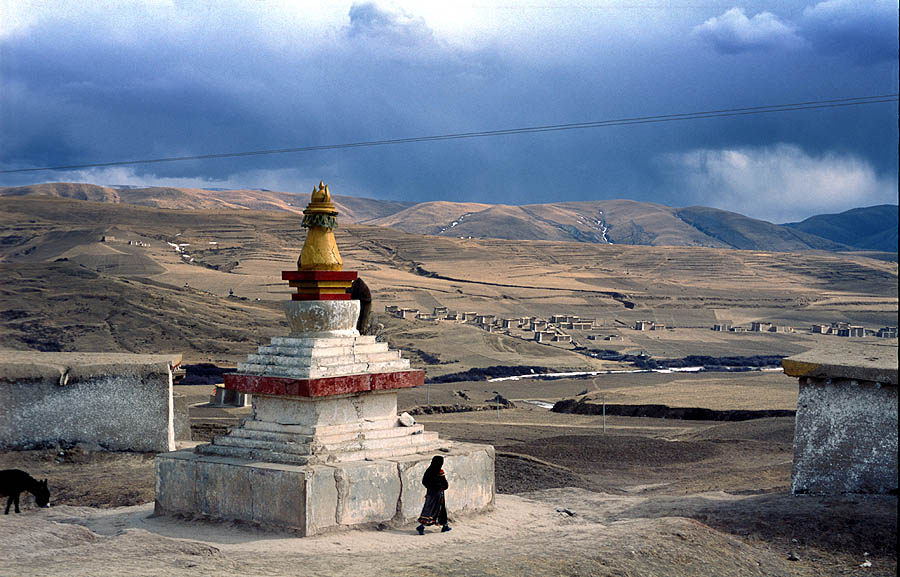
Boeddhistische stupa en huizen bij de stad Aba.

De autonome Tibetaanse en Qiang prefectuur Ngawa, soms ook bekend als autonome Tibetaanse en Qiang prefectuur Aba is een autonome prefectuur voor Tibetanen en Qiang in de provincie Sichuan van China. De prefectuur ligt in het noordwesten van de provincie en bestaat grotendeels uit hoogvlakten of bergen. De hoofdstad van de prefectuur is Barkam in het gelijknamige arrondissement. In het verleden was Ngawa onderdeel van de historische Tibetaanse provincie Amdo.

## Bestuurlijke divisies
De regio bestaat uit 13 divisies op arrondissementniveau.
| Arrondissement                  | Arrondissement | Administratief centrum | Administratief centrum |
| Naam                            | Chinees        | Naam                   | Chinees                |
| ------------------------------- | -------------- | ---------------------- | ---------------------- |
| Arrondissement Barkam           | 马尔康县       | Barkam                 | 马尔康镇               |
| Arrondissement Jiuzhaigou       | 九寨沟县       | Yongle                 | 永乐镇                 |
| Arrondissement Hongyuan         | 红原县         | Qiongxi                | 邛溪镇                 |
| Arrondissement Wenchuan         | 汶川县         | Weizhou                | 威州镇                 |
| Arrondissement Ngawa            | 阿坝县         | Aba                    | 阿坝镇                 |
| Arrondissement Li               | 理县           | Zagu'nao               | 杂谷脑镇               |
| Arrondissement Zoigê            | 若尔盖县       | Dagcagoin              | 达扎寺镇               |
| Arrondissement Xiaojin          | 小金县         | Meixing                | 美兴镇                 |
| Arrondissement Heishui          | 黑水县         | Luhua                  | 芦花镇                 |
| Arrondissement Jinchuan         | 金川县         | Jinchuan               | 金川镇                 |
| Arrondissement Sungqu (Songpan) | 松潘县         | Jin'an                 | 进安镇                 |
| Arrondissement Zamtang          | 壤塘县         | Zamkog                 | 壤柯镇                 |
| Arrondissement Mao              | 茂县           | Fengyi                 | 凤仪镇                 |

## Aardbeving
Op 12 mei 2008 vond de aardbeving in Sichuan 2008 plaats. Het epicentrum lag in het arrondissement Wenchuan.

## Geboren in Ngawa
- A Lai (1959), schrijver